# Мурска операция
Мурската операция е настъпателна операция на българската армия по време на участието на България във Втората световна война срещу войски на Третия райх, отбраняващи линията Кишбайом – Надкорпад – Нагятад – Хересне северно от река Драва. Проведена в периода 29 март до 13 май 1945 г. Целта на настъплението е да се прекрати използването от Вермахта на петролните извори в района на град Нагканижа.
Немските, унгарските и хърватските усташки войски създават три укрепени линии: първата – Ногбайон – Кишбайом – Нагятад – Харомфа, втората – укрепената линия „Маргит“ и третата – Мурско средишче – Чаковец – Вараждин. Пред тях като естествена бариера минават река Мур и каналът Принципалиш.
Бойните действия започват на 28 март 1945 след като на 27 март 1-ва армейска моторизирана дружина част от основните сили на Първа българска армия поема в направление Ногбайон с цел да се съсредоточи за преминаване в настъпление, предвидено за 30 март, и пристига там през нощта срещу 28 март. На другата страна на фронта са разположени германски военни части на 46-и моторизиран корпус на Вермахта, окопали се за отбрана. На разсъмване на 28 март предните отряди на противниците завързват артилерийски бой, който продължава през целия ден, а вследствие на доброто артилерийско прикритие цялата Първа българска армия настъпва с основните си сили по десния си фланг на 29 март 1945, съвместно с 57-а Съветска армия, а с по-малка част от силите си осигурява левия фланг по река Драва. Вследствие на успешното настъпление на съветските войски, хитлеристките части южно от езерото Балатон се оттеглят, което облекчава настъплението на българите. Българските войски – 1-ва армейска моторизирана дружина, 1-ва армейска бронирана дружина и 12-а и 16-а пехотни дивизии овладяват първата отбранителна линия, след тежки боеве завземат и втората, форсират канала Принципалиш и река Мур и преминават в отбрана на линията Велики Ког – Ястребци до 7 май. На 7 май подновяват настъплението, преследват, доразгромяват и пленяват остатъците от Вермахта и на 13 май 1945 достигат подножието на Австрийските Алпи в околностите на Клагенфурт.